# Fundacja Templetona
John Templeton Foundation – fundacja założona w 1987 przez biznesmena i filantropa sir Johna Templetona, przyznająca Nagrodę Templetona i prowadząca działalność filantropijną. W 2015 roku, stanowisko prezes fundacji objęła wnuczka założyciela Heather Templeton Dill.

## Cele
Celem Fundacji jest, aby służyć jako filantropijny katalizator dla badań dotyczących tego, co niektórzy naukowcy i filozofowie nazywają „wielkimi pytaniami”. Rozciągają się one od pytań o prawa natury po zjawiska twórczości i świadomości. Wizja filantropijnego zadania Fundacji ma swoje źródło w przekonaniu sir Johna, że rzetelne badania i najwyższej jakości nauczanie mają zasadnicze znaczenie dla nowych odkryć i rozwoju ludzkości. Fundacja sponsoruje prace dotyczące nauk przyrodniczych i humanistycznych, filozofii i teologii, badania dotyczące wolnorynkowych rozwiązań problemu ubóstwa oraz wspiera edukację uzdolnionych osób. Do beneficjentów fundacji należą m.in.: Fuller Theological Seminary, Foundational Questions Institute (w skrócie FQXi, przy współudziale fizyków z MIT oraz University of California), The World Science Festival, Stanford University, University of Chicago, Perimeter Institute for Theoretical Physics, Rotary International.
Zabezpieczenie finansowe fundacji wynosi 3,2 miliarda dolarów według stanu na 30 czerwca 2015. Roczny budżet w 2015 roku wyniósł 188 milionów dolarów, wartość udzielonych dotacji w 2016 wyniosła 77,5 miliona dolarów, a wartość aktywnych dotacji według stanu na luty 2017 wyniosła 456 milionów dolarów. Czas trwania dotacji to często do 3 lat, rzadko projekty są utrzymywane przez okres do 5 lat, co stanowi maksymalny okres finansowania projektu.
Działalność fundacji budzi kontrowersje. Krytycy uważają, że wywiera ona nadmierną presję finansową na naukowców, aby wypowiadali się w sposób zbliżający naukę i religię, co ich zdaniem prowadzi do korupcji i szkodzi nauce.

## Badania nad skutecznością modlitwy wstawienniczej
W 2005 roku zakończyło się długo oczekiwane i finansowane głównie przez Fundację Templetona rygorystyczne badanie – z podwójnie ślepą próbą i randomizowane – mające na celu zweryfikowanie skuteczności modlitwy wstawienniczej. W ramach wieloletniego badania, o łącznym budżecie 2,4 miliona dolarów, podzielono 1802 pacjentów oczekujących na operację wszczepienia bypassów na trzy grupy. Za osoby z pierwszej grupy modlono się oraz powiedziano im niejednoznacznie, że będą lub nie będą objęci modlitwą. Za osoby w drugiej grupie się nie modlono, ale również powiedziano im niejednoznacznie, że będą lub nie będą objęci modlitwą. Za osoby w trzeciej grupie modlono się oraz poinformowano ich, że na pewno będą objęci modlitwą. Najlepiej wypadły osoby z drugiej grupy, czyli te za które się nie modlono – w tej grupie powikłania wystąpiły u 51% pacjentów. W pierwszej grupie, powikłania wystąpiły u 52% osób (osoby za które się modlono, ale które nie były tego pewne). Najgorzej wypadła grupa osób, za które się modlono i które jednocześnie o tym wiedziały jednoznacznie – w tym wypadku powikłania wystąpiły u 59% pacjentów. Oznacza to, że pacjenci za których się modlono mieli średnio więcej powikłań niezależnie od tego czy osoby te o modlitwie wiedziały. Odsetek zgonów i poważnych zdarzeń był podobny we wszystkich trzech grupach.

## Krytyka
Chociaż charakter Fundacji zakazuje bezpośredniego angażowania się w działalność polityczną, wiele razy wykazano powiązania polityczne. W 1997 artykuł w Slate Magazine odnotował, że fundacja udzieliła znaczącego wsparcia dla grup, ruchów i osób uważanych za konserwatywne. Fundacja wspierała także Cato Institute oraz projekty związane z pseudonaukową koncepcją inteligentnego projektu.
Krytyczne uwagi pod adresem fundacji kierowali m.in. Sean M. Carroll – kosmolog z University of Chicago, Richard Dawkins – profesor i wykładowca na Uniwersytecie Oksfordzkim oraz Daniel Dennett.